# Stary Majdan (województwo podlaskie)
Stary Majdan – osada leśna w Polsce, położona w województwie podlaskim, w powiecie białostockim, w gminie Grabówka.
W latach 1973–1976 miejscowość znajdowała się w gminie Zaścianki, a 1976–2024 w gminie Supraśl. W latach 1975–1998 miejscowość administracyjnie należała do województwa białostockiego.